# Saison 1 de Mes parents cosmiques
Chronologie
Saison 2
La saison 1 de Mes parents cosmiques démarre au Royaume-Uni sur ITV1 le 3 octobre 2004. Elle raconte la vie d'une famille bizarre composée de trois orphelins et un couple d’extra-terrestre.

## Histoire
Nous savons peu de choses sur cette famille au début de la série. Nous savons juste, que trois enfants vivent avec leurs parents adoptifs cosmiques Valuxiens qui font des bêtises et qui ne savent rien de la vie sur la terre. Heureusement, ils ont un guide galactique qui leur apprend comment vivre dans ce monde. Nous apprenons dans l'épisode 1 de la série que les trois enfants Melanie, Joshia et Luciella Barker ont perdu leurs parents lors d'un accident et ont été transmis dans un foyer d’accueil. Dans chaque épisode, il arrive quelque chose à la famille.

## Distribution

### Personnages principaux
- Tony Gardner: Brian Johnson
- Barbara Durkin: Sophie Johnson
- Danielle McCormack: Melanie Barker
- Alex Kew: Joshua Barker
- Charlotte Francis:Lucille Barker

### Personnages secondaires
- Keith Warwick: Trent Clements
- Patrick Niknejad: Pete Walker
- Jordan Maxwel:Frankie Perkins
- Isabella Melling:Wendy Richardson
- Neve Taylor: Mlle Reece